# فأر جيبي خشن
فأر جيبي خشن (الاسم العلمي: Chaetodipus) هو جنس من الحيوانات يتبع فصيلة الفئران المتغايرة من رتبة القوارض.